# Hasso von Hugo (Maskenbildner)
Hasso von Hugo (* 5. Oktober 1946 in Köln) ist ein deutscher Maskenbildner, der neben seiner internationalen Tätigkeit in Berlin eine nach ihm benannte Maskenbildnerschule betreibt.

## Leben
Von Hugo machte zunächst eine Ausbildung zum Friseur, die er 1964 abschloss. Nach einem Volontariat zum Maskenbildner arbeitete er von 1968 bis 1975 in diesem Beruf am Schauspielhaus Hamburg und am Schillertheater Berlin. Danach war er elf Jahre als freier Maskenbildner tätig. In dieser Zeit machte er 1977 seine Friseurmeisterprüfung.
Von 1986 bis 1990 war von Hugo Chefmaskenbildner der Staatlichen Schauspielbühnen Berlin, bevor er 1990 die Maskenbildnerschule Hasso von Hugo GmbH gründete, die für die Arbeit in Film, Fernsehen und Theater ausbildet. Zudem ist er für Kinoproduktionen im In- und Ausland als Make-Up-Supervisor und Spezialeffekt-Maskenbildner tätig. Im Jahre 2001 wurde er Sachverständiger beim Bundesinstitut für Berufsbildung.
Daneben war und ist er auch an deutschen Fernsehserien wie Jack Holborn, Sophie – Braut wider Willen oder Verliebt in Berlin beteiligt. Bei letztgenannter setzte er seine Idee, die Hauptdarstellerin Alexandra Neldel mit einer Zahnspange zu maskieren, gegen die Bedenken der Produzenten durch. Außerdem ist er seit einigen Jahren für die Maske bei Brigitte Grothums Inszenierung des Jedermann in Berlin verantwortlich.

## Auszeichnungen
- Bundesfilmpreis 1986 für seine Arbeit an Der Name der Rose
- BAFTA Award 1987 ebenfalls für Der Name der Rose

## Filmografie (Auswahl)
- 1978: Holocaust
- 1982: Die Spaziergängerin von Sans-Souci
- 1986: Der Name der Rose
- 1993: In weiter Ferne, so nah!
- 1995: Der Trinker
- 1998: Winnetous Rückkehr (1. und 2. Teil)
- 1999: Nichts als die Wahrheit
- 2001: Duell – Enemy at the Gates
- 2002: Resident Evil
- 2002: Equilibrium
- 2003: Luther
- 2004: In 80 Tagen um die Welt
- 2004: Beyond the Sea mit Kevin Spacey
- 2007: Die Schatzinsel
- 2009: Die Päpstin